# 南尤寧鎮區 (阿肯色州夏普縣)
南尤寧鎮區（英語：South Union Township）是位於美國阿肯色州夏普縣的一個行政鎮區。

## 地方資料
南尤寧鎮區的面積為79.92平方千米，當中陸地面積為79.67平方千米，而水域面積為0.25平方千米。根據2010年美國人口普查的數據，當地共有人口334人，而人口密度為每平方千米4.18人。